# Maurice Hauchard
Pour les articles homonymes, voir Hauchard.
Maurice Léon Hauchard, né le 5 avril 1870 à  Corbeil (Seine-et-Oise) et mort le 12 décembre 1957 à Paris, est un violoniste, compositeur et professeur de musique français.

## Biographie
Élève de la classe d’harmonie d’Émile Pessard au conservatoire de Paris, classe qui vit également passer le jeune Maurice Ravel, il débuta bientôt une carrière de violoniste et de professeur de la ville de Paris.
Professeur au lycée Voltaire, premier président de la chorale des professeurs, il rédigea sa Méthode de Violon et participa à la fondation d’une revue : La Musique à l’École, qui parut jusqu’en 1938.
Maurice Hauchard est mort le 12 décembre 1957 en son domicile dans le 11e arrondissement de Paris.